# Бейпорт (Флорида)
Бейпорт (англ. Bayport) — статистически обособленная местность, расположенная в округе Эрнандо (штат Флорида, США) с населением в 36 человек по статистическим данным переписи 2000 года.
Некоторое время Бейпорт исполнял функции административного центра округа.

## География
По данным Бюро переписи населения США статистически обособленная местность Бейпорт имеет общую площадь в 1,81 квадратных километров, водных ресурсов в черте населённого пункта не имеется.
Статистически обособленная местность Бейпорт расположена на высоте 1 м над уровнем моря.

## Демография
По данным переписи населения 2000 года в Бейпортe проживало 36 человек, 10 семей, насчитывалось 16 домашних хозяйств и 39 жилых домов. Средняя плотность населения составляла около 19,89 человек на один квадратный километр. Расовый состав населённого пункта распределился следующим образом: 100 % белых,
Из 16 домашних хозяйств в 37,5 % воспитывали детей в возрасте до 18 лет, 56,3 % представляли собой совместно проживающие супружеские пары, в 6,3 % семей женщины проживали без мужей, 37,5 % не имели семей. 18,8 % от общего числа семей на момент переписи жили самостоятельно, при этом среди жителей в возрасте 65 лет отсутствовали одиночки. Средний размер домашнего хозяйства составил 2,25 человек, а средний размер семьи — 2,60 человек.
Средний доход на одно домашнее хозяйство статистически обособленной местности составил 30 250 долларов США, а средний доход на одну семью — 31 750 долларов. При этом мужчины имели средний доход в 0 долларов США в год против 16 250 долларов среднегодового дохода у женщин. Доход на душу населения статистически обособленной местности составил 30 250 долларов в год. Все семьи имели доход, превышающий уровень бедности, 25,0 % от всей численности населения находилось на момент переписи населения за чертой бедности, при том все жители младше 18 и старше 65 лет имели совокупный доход, превышающий прожиточный минимум.